# I. Marlene King
I. Marlene King (nascida em 22 de maio de 1962) é uma roteirista, produtora, showrunner e diretora. Ela é mais conhecida por seu trabalho como produtora executiva e showrunner da série de televisão norte-americana Pretty Little Liars. Ela também escreveu o filme Now and Then. King também adapta o livro Famous in Love de Rebecca Serle para uma série de televisão, com o mesmo nome, estrelada por Bella Thorne. Em setembro de 2017 foi anunciado um spin-off da série Pretty Little Liars, chamado, Pretty Little Liars: The Perfectionists que contará com as atrizes Sasha Pieterse e Janel Parrish reprisando seus papéis da série. A série será baseada no livro “The Perfectionists” da autora Sara Shepard (mesma autora da trilogia dos livros de Pretty Little Liars). E também outra adaptação de um romance de Shepard, The Heiresses, que será estrelado por Shay Mitchell, e exibido para o canal ABC.

## Vida pessoal
King é casada e tem dois filhos: Emerson e Atticus.

## Filmografia

### Televisão
| Ano       | Título                                  | Creditado como:                                                                  |
| --------- | --------------------------------------- | -------------------------------------------------------------------------------- |
| 1996      | If These Walls Could Talk               | Roteirista                                                                       |
| 1999      | Saving Graces                           | Roteirista                                                                       |
| 2010-2017 | Pretty Little Liars                     | Roteirista, diretora, produtora executiva, showrunner, criadora e desenvolvedora |
| 2012      | Pretty Dirty Secrets                    | Produtora executiva, criadora e desenvolvedora                                   |
| 2013-2014 | Ravenswood                              | Roteirista, produtora executiva, criadora e desenvolvedora                       |
| 2017-2018 | Famous in Love                          | Roteirista, produtora executiva, showrunner, criadora e desenvolvedora           |
| 2019      | Pretty Little Liars: The Perfectionists | Roteirista, produtora executiva, showrunner, criadora e desenvolvedora           |

### Filmes
| Ano  | Obra                           | Papel                  |
| ---- | ------------------------------ | ---------------------- |
| 1995 | Now and Then                   | Roteirista e produtora |
| 1995 | National Lampoon's Senior Trip | Roteirista             |
| 2006 | Just My Luck                   | Roteirista             |